# 261690 Jodorowsky
261690 Jodorowsky este o planetă minoră (asteroid) din centura de asteroizi. A fost descoperită pe 24 decembrie 2005 la Nogales de Jean-Claude Merlin⁠(d). 
Obiectul prezintă o orbită caracterizată de o semiaxă mare de 3,1262269104583 UAi, o excentricitate de 0,058522, o înclinație de 11,4857 ° în raport cu ecliptica.